# Jean-Louis Pons
Jean-Louis Pons (24. prosince 1761 La Piarre – 14. října 1831 Florencie) byl francouzský astronom.
Narodil se v chudé rodině v Alpách a získal pouze základní vzdělání. V roce 1789 získal místo vrátného na observatoři v Marseille, začal se zajímat o pozorování, v roce 1801 objevil svou první kometu a v roce 1813 se stal pomocným astronomem. Sestrojil vlastní dalekohled nazvaný Grand Chercheur. Od roku 1819 byl ředitelem observatoře Specola di Lucca a od roku 1825 působil ve Florencii, kde vedl observatoř a přednášel v Královském muzeu fyziky a přírodovědy.
Objevil 37 komet (z toho pět periodických), což je nejvíce ze všech astronomů v historii. Jeho jméno nesou komety 7P/Pons–Winnecke, 12P/Pons–Brooks a 273P/Pons–Gambart. Získal Lalandeovu cenu a stříbrnou medaili Královské astronomické společnosti. Je po něm pojmenován asteroid (7645) Pons a kráter na Měsíci.